# آيت امحمد (تودغة السفلى)
آيت امحمد هي إحدى مشيخات المملكة المغربية، تتبع جغرافيا لإقليم تنغير وإداريًا لتودغة السفلى. يقدر عدد سكانها بـ 11447 نسمة حسب الإحصاء الرسمي للسكان والسكنى لسنة 2004.